# 王姞
王姞（？—？），周朝王后。姞姓，西周第九代天子周夷王的王后，周厉王之母，鄂侯的女兒。
传世文献没有记载王姞，根据鄂侯簋(3件,集成03928—03930)：“噩侯乍（作）王姞媵簋，王姞其万年子子孙孙永宝”。是噩侯（鄂侯）为嫁女于周王而作的媵器。劉啟益先生認為即夷王的后妃。